# Kikko Terrace
Die Kikko Terrace (japanisch 亀甲が原 Kikkō-ga-hara, deutsch ‚Schildkrötenpanzerebene‘) ist eine 150 m hoch gelegene Terrasse an der Kronprinz-Olav-Küste des ostantarktischen Königin-Maud-Lands. Sie liegt 2,5 km südsüdöstlich des Kap Hinode.
Luftaufnahmen und Vermessungen einer von 1957 bis 1962 durchgeführten japanischen Antarktisexpedition dienten ihrer Kartierung. Die japanische Benennung aus dem Jahr 1973 übertrug das Advisory Committee on Antarctic Names zwei Jahre später ins Englische.